# انفجار هوائي

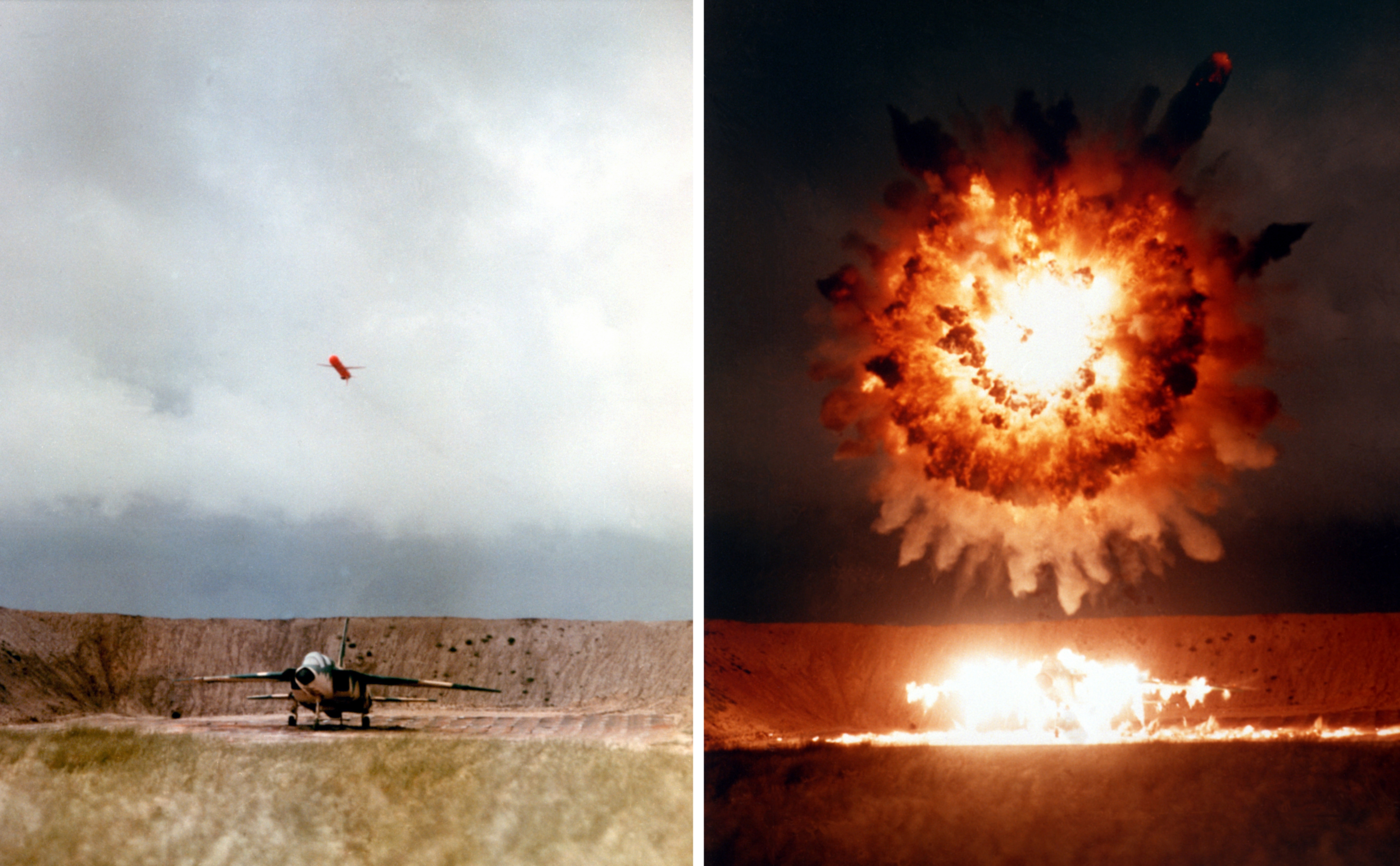
انفجار في الهواء لقذيفة تومهاوك UGM-109 فوق هدف اختباري على الأرض (عام 1986).

انفجار هوائي  (بالإنجليزية:air burst) هو انفجار قنبلة أو قذيفة مدفع أو قنبلة نووية في الهواء بدلا عن انفجارها عند التقائها بسطح الأرض. ويتميز هذا النوع من الانفجار بأن الطاقة الكلية الناتجة من الانفجار ومن ضمنها الشظايا تتوزع على مساحة كبيرة أسفل منها. ولكن قوة الانفجار الهوائي يكون تأثيرها أقل على النقطة أسفل منها مباشرة بالمقارنة بانفجارها بعد اصطدامها بالأرض أسفل منها.
ويستخدم هذا الاصطلاح أيضا بالنسبة لانفجارات طبيعية مثل الانفجار الذي يحدثه أحد النيازك عند اصطدامه بالغلاف الجوي للأرض، كالذي حدث في انفجار تونغوسكا بسيبيريا عام 1908 أو حادثة سقوط النيزك في روسيا 2013.

## تاريخه
اخترع هنري شرابنيل من الجيش البريطاني غلاف القنبلة المسماة باسمه عام 1780 من أجل زيادة كفاءة القذيفة. واستخدمت تلك التقنية خلال حرب عام 1811 ودام استخدامها حتى الحرب العالمية الأولى. ورغم أن أغلفة القذائف الحديثة لا تزال تسمى قدائف شرابنيل فهي تنتج شظايا أيضًا.
واستخدم الانفجار الهوائي خلال الحرب العالمية الأولى بغرض ضرب واسع لمواقع العدو بواسطة الشظايا لقتل أكبر عدد ممكن من جنوده وضباطه بقذيفة واحدة، على اعتبار أن يكون الانفجار مباشرًا فوق موقع خنادق القوات.
وبعد اقتحام خنادق الدفاع الأمامية للعدو يصبح استخدام الانفجارات الهوائية غير مجد، إذ هنا لا بد من استخدام قنابل قوية مباشرة لتدمير تحصينات العدو وضرب مصفحاته في مكان المعركة على المكشوف. فكان توقيت انفجار القذيفة يبدأ مع وقت التقائها بالأرض أو بمانع كما يمكن ضبطه أيضا للانفجار في الهواء. وخلال الحرب العالمية الثانية ابتكرت فكرة اشتعال «الباديء» عند فترات زمنية مختلفة. ولم تكن تلك الأنواع من «باديء الانفجار» تضبط عند وضعها بالمدفع وإنما كان يضبطها جهاز رادار دوبلر الذي يعمل على تفجيرها عند اقترابها من الهدف.
وخلال حرب فيتنام استغل الانفجار الهوائي على أوسع نطاق لحماية معسكرات الجنود الأمريكيين. واستخدمت في ذلك قذائف من عيار 105 مليمتر وعيار 155 مليمتر وكانت تسمى «القاتل الصغير» Killer Junior ، وأما ما كان أكبر من ذلك فكان يسمى «القاتل الكبير» 'Killer Senior' .
بعض الألغام المستخدمة ضد الجنود مثل «بونسينج بيتي» S-mine تطلق قنبلة صغيرة في الجو تنفجر على ارتفاع نحو 100 سنتيمتر فتتطاير شظاياها على ارتفاع بدن الجندي مسببة إصابات بالغة لأي شخص في محيط دائرة قطرها خمسة أمتار.
وقد ابتكر نوع من ذخيرة الانفجار الهوائي مثل VOG-25P «النطاط» jumping ، وهي عبوة صغيرة يبلغ حجمها 40 مليمتر تحوي قنبلة متفجرة ثانية تقذفها إلى ارتفاع 1.5 متر وتنفجر، كما تبتكر حديثا أنواع أخرى تعمل ببرامج حاسوبية متتالية الانفجار، ومن ضمنها الأنواع XM29، وXM25، و XM307، وDaewoo K11، وكذلك ما يسمى PAPOP، وجميعها لا يزال في مراحل مختلفة من التطوير والاختبار.

## تفجيرات نووية

A blast wave reflecting from a surface and forming a mach stem.

يكون الانفجار النووي على ارتفاع بين 100 متر و 1000 متر من سطح الأرض بغرض أن تنعكس الموجة التصادمية الناتجة عن التفجير الانشطاري أو الاندماجي على سطح الأرض وترتد إلى أعلى ثانيا متسببة في تضخيم هائل لفاعلية الانفجار. يحدث هذا النوع من الانفجار الذي يسمى أيضا «ماخ ستيم» mach stem قريبا من سطح الأرض. كما يقلل الانفجار الهوائي من توزيع الرماد الذري وذلك بإبعاد كرة اللهيب النووي عن ملامسة سطح الأرض، فتقل المواد المتبخرة من سطح الأرض وبالتالي تقل كميتها المشعة الصاعدة في السحابة الذرية.
ولقد فجرت قنبلة هيروشيما على ارتفاع بين 550 متر إلى 710 متر فوق سطح الأرض لغرض«التوصل إلى أكبر تأثير انفجاري، مصحوبا بأقل تلوث إشعاعي على الأرض، حيث كان من المخطط له أن تنزل قوات عسكرية أمريكية لاحتلال تلك المدينة بعد التفجير».

## سلاح تكتيكي
تستخدم التفجيرات الهوائية بصفة أساسية ضد قوات المشاة والمدفعية حيث تكون الأهداف عارية ومكشوفة، فتغطي الشظايا الناتجة عن الانفجارات مساحات واسعة، ولكنها لا تخترق التحصينات.